# Гунько, Андрей
Андрей Гунько (Андрей Хунко, нем. Andrej Konstantin Hunko; род. 1963) — немецкий политик, член Бундестага, член Парламентской ассамблеи Совета Европы от Союза Сары Вагенкнехт (ранее партии Die Linke).

## Биография
Имеет украинские корни. Его дед, Ярослав Гунько, во время Второй мировой войны воевал в Украинской национальной армии.
Родился 29 сентября 1963 года в Мюнхене, рос в Ахене.
В 1983 году окончил гимназию Kaiser-Karls-Gymnasium в Ахене. С 1985 по 1991 год обучался медицине во Фрайбургском университете (не окончил). После этого занимался различной деятельностью во Фрайбурге, Ахене и Берлине. Увлёкся политикой. С 1991 по 1995 год был членом «Социалистической рабочей группы» (Sozialistische Arbeitergruppe). В 2004 году был одним из организаторов демонстрации в Ахене — Montagsdemonstrationen. В 2005 году стал членом левой партии Труд и социальная справедливость — Избирательная альтернатива и в этом же году вступил в Партию демократического социализма. После объединения этих партий, Андрей Гунько стал членом партии Die Linke от земли Северный Рейн-Вестфалия. С 2007 по 2009 год он был помощником депутата Европейского парламента, немецкого политика Тобиаса Пфлюгера (нем. Tobias Pflüger).
Был членом Бундестага с 2009 года. На Парламентских выборах в Германии 2013 года Андрей Гунько был переизбран в немецкий парламент от партии Die Linke. Критики, в том числе левые, обвиняют его в обелении внешнеполитического курса современной России и пренебрежении классовой политикой.